# Okręg wyborczy nr 28 do Sejmu Rzeczypospolitej Polskiej (1991–1993)
Okręg wyborczy nr 28 do Sejmu Rzeczypospolitej Polskiej (1991–1993) obejmował województwo lubelskie. W ówczesnym kształcie został utworzony w 1991. Wybieranych było w nim 10 posłów w systemie proporcjonalnym.
Siedzibą okręgowej komisji wyborczej był Lublin.

## Wybory parlamentarne 1991
Głosowanie odbyło się 27 października 1991.
| Komitet wyborczy                                      | Komitet wyborczy                                                  | Głosów | %     | Mandaty | Wybrani posłowie                   |
| ----------------------------------------------------- | ----------------------------------------------------------------- | ------ | ----- | ------- | ---------------------------------- |
|                                                       | Konfederacja Polski Niepodległej                                  | 41 626 | 14,15 | 2       | Dariusz Wójcik, Krzysztof Kamiński |
|                                                       | Sojusz Lewicy Demokratycznej                                      | 39 420 | 13,40 | 1       | Izabella Sierakowska               |
|                                                       | Porozumienie Ludowe                                               | 33 335 | 11,33 | 1       | Roman Wierzbicki                   |
|                                                       | Porozumienie Obywatelskie Centrum                                 | 32 494 | 11,04 | 1       | Teresa Liszcz                      |
|                                                       | Polskie Stronnictwo Ludowe Sojusz Programowy                      | 27 210 | 9,25  | 1       | Marian Starownik                   |
|                                                       | Unia Demokratyczna                                                | 26 944 | 9,16  | 1       | Ryszard Setnik                     |
|                                                       | Wyborcza Akcja Katolicka                                          | 26 202 | 8,90  | 1       | Wiesław Chrzanowski                |
|                                                       | Kongres Liberalno-Demokratyczny                                   | 15 660 | 5,32  | 1       | Janusz Lewandowski                 |
|                                                       | Niezależny Samorządny Związek Zawodowy „Solidarność”              | 13 059 | 4,44  | 1       | Stanisław Węglarz                  |
|                                                       | Chrześcijańska Demokracja                                         | 7577   | 2,57  | –       |                                    |
|                                                       | Unia Polityki Realnej                                             | 4837   | 1,64  | –       |                                    |
|                                                       | Niezależny Samorządny Związek Zawodowy Policjantów                | 4467   | 1,52  | –       |                                    |
|                                                       | Solidarność Pracy                                                 | 3636   | 1,24  | –       |                                    |
|                                                       | Stronnictwo Demokratyczne                                         | 2843   | 0,97  | –       |                                    |
|                                                       | Polska Partia Ekologiczna – Zieloni                               | 2610   | 0,89  | –       |                                    |
|                                                       | Koalicja Polskiej Partii Ekologicznej i Polskiej Partii Zielonych | 2589   | 0,88  | –       |                                    |
|                                                       | Rzemiosło                                                         | 2261   | 0,77  | –       |                                    |
|                                                       | Stronnictwo Narodowe                                              | 1854   | 0,63  | –       |                                    |
|                                                       | Blok Ludowo-Chrześcijański                                        | 1344   | 0,46  | –       |                                    |
|                                                       | Ruch Demokratyczno-Społeczny                                      | 1282   | 0,44  | –       |                                    |
|                                                       | Zdrowa Polska – Sojusz Ekologiczny                                | 1230   | 0,42  | –       |                                    |
|                                                       | Wolna Inicjatywa Społeczna                                        | 694    | 0,24  | –       |                                    |
|                                                       | Ruch Chrześcijańsko-Społeczny „Przymierze”                        | 687    | 0,23  | –       |                                    |
|                                                       | Polski Związek Zachodni                                           | 399    | 0,14  | –       |                                    |
| Frekwencja: 41,54% Źródło: Państwowa Komisja Wyborcza |                                                                   |        |       |         |                                    |